# Associação Portuguesa para a Defesa do Consumidor
A Associação Portuguesa para a Defesa do Consumidor (DECO) MHM é a maior e mais antiga associação Portuguesa de Defesa do Consumidor. Surgiu a 12 de Fevereiro de 1974, a partir da Associação para o Desenvolvimento Económico e Social (SEDES), e tem atualmente cerca de 400 mil associados.

## Editora
Em 1978 foi lançado o número zero da revista PRO TESTE (Nov./Dez. 1978) destinada a ser distribuída pelos sócios da associação . Em 1986 iniciou a profissionalização dos seus quadros não só para as questões relacionadas com a divulgação das pesquisas a produtos e serviços, como para a edição da revista Pro Teste que iniciou a sua publicação mensal a partir de Janeiro desse ano. Iniciou-se no mesmo ano o apoio jurídico aos associados.
Esta nova estratégia da DECO foi suportada financeiramente quer pelo Governo Português através do então Instituto de Defesa do Consumidor, quer pela Comissão Europeia - DGXI e pelo BEUC, que é a cúpula europeia das organizações de consumidores.
Dada a necessidade de ampliar e profissionalizar a equipa editorial, a DECO, em conjunto com a Euroconsumers, fundou, em 1991, uma editora - a Edideco, Editores para a Defesa do Consumidor, Lda (atualmente, DECO PROTESTE, Editores, Lda).
Ao longo dos anos, o número de publicações foi-se alargando e, em 2011, a DECO PROTESTE editava, além da PRO TESTE, a TESTE SAÚDE, a DINHEIRO & DIREITOS e a PROTESTE INVESTE.
Sob a designação DECO PROTESTE - Guias Práticos, a DECO edita vários livros sobre os mais variados temas: Informática, Bricolage, Economia, Seguros, Direitos do Consumidor, Direitos do Trabalhador, Saúde, Segurança, entre outros.
A 3 de Fevereiro de 1999 foi feita Membro-Honorário da Ordem do Mérito.

## Delegações Regionais
Além da sede em Lisboa, a DECO dispõe de delegações regionais em Coimbra, em Évora, em Faro, em Leiria, na Madeira, no Porto, em Santarém e em Viana do Castelo, destinadas a prestar atendimento jurídico aos associados e mediar conflitos de consumo.

## Outros Serviços
A DECO dispõe, para os seus associados, de outros serviços: números de Telefone exclusivos, dois sítios na Internet com várias funcionalidades exclusivas e protocolos com várias outras organizações e empresas.

## Organizações
É membro dos seguintes grupos da organizações:
- Comité de Consumidores
- Comité Económico e Social
- European Consumer Law Group
- Bureau Européen des Unions de Consommateurs (BEUC)
- Consumers International (antiga IOCU)
- Euroconsumers (antiga Conseur - Consommateurs Européens)
- International Consumers Research and Testing (ICRT)